# 吴军 (政治人物)
吴军（1972年5月—），贵州人，毕业于贵州工业大学土木建筑学院工民建专业，2014年11月在习近平反腐中落马，之前担任贵阳市人民政府副市长。

## 生平
1972年，吴军出生在贵州省。
1992年9月到1996年7月，吴军就读于贵州工业大学土木建筑学院工民建专业。大学毕业之后，吴军在四川成都富鑫玻璃幕墙有限公司担任技术员。1997年7月，吴军回到母校继续读研究生。2007年12月到2008年6月，吴军被中共送到美国北伊利诺伊大学工商学院学习行政管理，作为中共未来的干部来培训。
2000年7月到2003年6月，吴军在贵阳新世纪建设综合开发有限公司任职，曾被评为工程师。
2003年6月到2008年11月，吴军在贵阳市建设投资控股有限公司、康居房地产开发有限公司工作，被评为高级工程师。
2008年11月到2009年4月，吴军担任贵阳金阳新区开发建设有限公司任党委副书记、总经理。
2009年4月到2012年3月，吴军陆续担任贵阳金阳建设投资（集团）有限公司任党委副书记、总经理（正县级）、董事长。
2012年4月到2013年4月，吴军担任贵阳市住房与城乡建设局党委副书记、局长兼贵阳金阳建设投资(集团)有限公司董事长，同时在华中科技大学经济学院攻读西方经济学博士学位。
2013年4月，吴军升职为贵阳市人民政府副市长。
2014年6月9日，吴军被中纪委调查。2014年9月10日，中组部免去吴军贵阳市人民政府副市长职务。2014年11月14日，吴军被贵州省人民检察院旗下遵义市人民检察院立案侦查。